# Plaça Roja de la Ciutat Meridiana
La Plaça Roja de la Ciutat Meridiana és el punt més concorregut dels barris Torre Baró, Vallbona i Ciutat Meridiana, que formen el que habitualment es coneix com la Zona Nord del districte de Nou Barris de Barcelona. A la zona s'hi pot arribar amb la línia 11 del metro i, a la mateixa plaça, hi tenen parada les línies dels autobusos 62, 76, 51, 80, 81 i 83. Així mateix, les línies R3, R4 i R7 de rodalia tenen parada a l'estació ferroviària Torre del Baró, a la qual també s'accedeix des de la plaça.

## Urbanisme

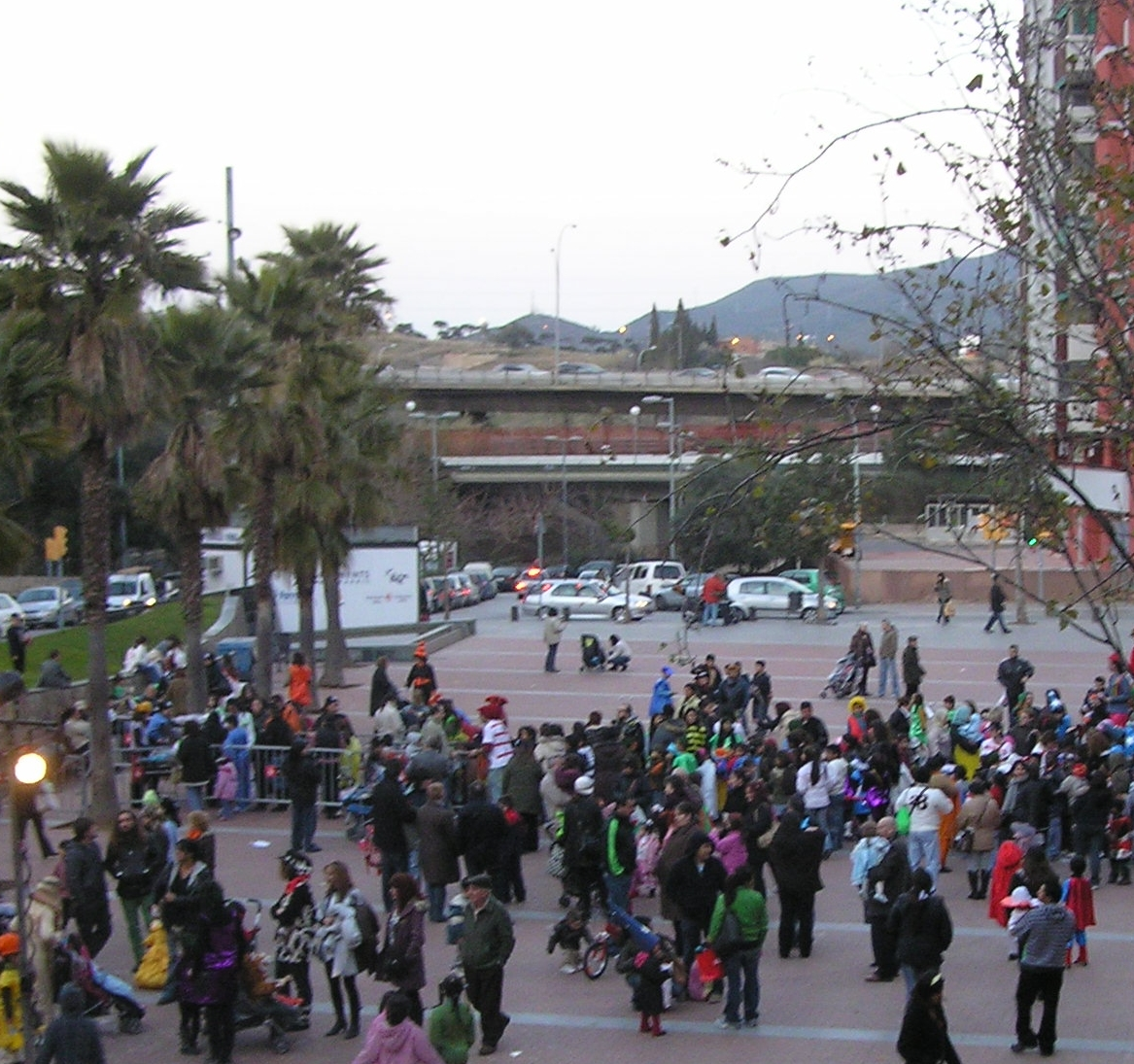
Festa infantil a la Plaça Roja

Correspon a l'últim tram d'una de les rieres de la Font Muguera, que recollia l'aigua dels barrancs de l'extrem est de Collserola i l'abocaven a la conca del riu Besòs. El clima correspon a un clima mediterrani, una mica més suau a l'estiu i una mica més cru a l'hivern a causa de les brises.
L'orientació nord-est i la proximitat del riu Besòs, proporcionen la humitat suficient per garantir un entorn verd, on creixen pins, alzines, roures, arboços, brucs i tota mena d'arbustos típics de la regió. La proximitat del mar, immediatament darrere de l'horitzó cap a l'est, proporciona albes molt acolorides i esplèndids cels blaus.
La plaça és àmplia i només té construccions en l'angle Sud, amb un porxo adossat que configura un segon nivell o passeig elevat. El verd de les palmeres californianes, les acàcies comunes, els pollancres, els pins, l'heura enfilant pel rocam que aguanta el mercat i la repicadissa de l'aigua en una de les cantonades, relaxen la primera impressió produïda per les rudes verticalitats que s'intueixen des d'aquest nivell, el més baix del barri.
L'ambient humà és molt cosmopolita, podent apreciar-se una gran varietat de cultures, des de les que van aportar els primers veïns, catalans, valencians, extremenys, aragonesos, andalusos… fins a les aportacions més recents de veïns arribats des dels més variats llocs del món, de l'Europa de l'Est, del proper i llunyà Orient, de la ribera sud de la Mediterrània, de l'Àfrica subsahariana, del Carib…

## Història
La plaça es construeix amb els primers blocs d'habitatges del barri durant la segona meitat de la dècada dels anys 1960. El nom de la plaça està molt vinculat a la seva història i als difícils inicis del barri, plens de mancances i incompliments, tant de l'administració com del promotor de les obres. Els veïns, que se sentien estafats, s'ajuntaven a l'esplanada d'entrada al barri per discutir quines solucions buscaven. Al règim polític d'aquella època això no li agradava gens i, de tant en tant, hi enviava la policia. Llavors les reunions solien acabar en veritables escaramusses que van donar als veïns fama de rojos, per aquesta raó els veïns l'anomenaren Plaça Roja.

## Actualitat
En l'actualitat la Plaça Roja és el lloc on els veïns segueixen acudint quan les coses no funcionen, però també on es troben quan surten a passejar o a qualsevol altre menester, on organitzen mercats, concerts, festivals... Val la pena assenyalar que als voltants de la plaça trobarem el centre d'assistència mèdica, el centre cívic, la biblioteca, el principal mercat del barri i, en general, els serveis socials, financers i comercials, típics d'un barri.